# Stefano Sanderra
Stefano Sanderra (Roma, 21 giugno 1967) è un allenatore di calcio italiano.

## Biografia
È laureato in scienze motorie e in possesso del patentino master UEFA pro. Ha un fratello maggiore, Luca, anch'esso allenatore e con cui ha condiviso molte esperienze in panchina. Nel 2016 pubblica il libro La vera anima dell'allenatore.
È stato soprannominato dai tifosi del Latina "Mister Leggenda", per i successi pontini.

## Caratteristiche tecniche
Le squadre di Sanderra sono solitamente disposte con un 4-3-3.

## Carriera
Inizia la carriera da tecnico a 27 anni, nelle giovanili del Ferentino, vincendo lo scudetto juniores nazionali. Nel 1997 si accorda con L’Aquila, nel Campionato Nazionale Dilettanti. A fine stagione la squadra vince il campionato, archiviando la promozione in Serie C2. Nel 2000 viene ingaggiato dal Frosinone, in Serie D. Dopo aver concluso la stagione al secondo posto, la squadra viene ripescata in Serie C2 a completamento organici. Il 26 febbraio 2002 viene sollevato dall'incarico.
Nel 2010 si accorda con il Latina, in Serie D. Il 4 agosto la squadra viene ripescata in Lega Pro Seconda Divisione  a completamento organici. A fine stagione il Latina vince il campionato, tornando in terza serie dopo 30 anni. Il 17 ottobre 2011 si dimette dopo una serie di risultati negativi. Il 28 febbraio 2012 viene richiamato sulla panchina del Latina guidando la squadra alla salvezza. A fine stagione viene sostituito da Fabio Pecchia. Il 9 aprile 2013 torna per la terza volta sulla panchina del Latina. Termina la stagione vincendo la Coppa Italia Lega Pro, successo a cui segue la vittoria nella finale play-off contro il Pisa, portando il Latina in Serie B per la prima volta nella storia.
Il 18 luglio 2013 viene nominato tecnico della Salernitana, in Lega Pro Prima Divisione. Il 21 ottobre viene sostituito da Carlo Perrone. Il 16 novembre 2014 sostituisce Francesco Moriero alla guida del Catanzaro, in Lega Pro. Il 3 maggio 2015, a una giornata dalla fine del campionato e a salvezza raggiunta, è esonerato.
Il 18 luglio 2015 viene ingaggiato dalla Viterbese, in Serie D. Il 4 ottobre viene esonerato al termine della sofferta vittoria ottenuta per 2-1 sul Castiadas, a causa di prestazioni non considerate all'altezza dal presidente Piero Camilli. Lascia la Viterbese dopo sei giornate di campionato nel corso delle quali ha raccolto 9 punti, distante 6 punti dalla capolista, ma dopo cinque risultati utili consecutivi.
Il 4 gennaio 2017 assume la guida tecnica della Sambenedettese, in sostituzione del dimissionario Ottavio Palladini. A fine stagione,Il 29 maggio lascia l'incarico per motivi familiari,dopo aver raggiunto i playoff Il 30 gennaio 2018 viene nominato tecnico del Racing Fondi, in Serie C. Il 4 aprile viene sollevato dall'incarico.
Il 9 luglio 2018 viene ingaggiato dall'Hibernians, formazione impegnata nel campionato maltese. Al termine del campionato si aggiudica il premio come allenatore dell'anno della federazione maltese. Nel 2022 vince il campionato, il tredicesimo nella storia dell'Hibernians. Il 16 luglio dello stesso anno, si aggiudica nuovamente il premio di allenatore dell'anno della federazione maltese. Nelle sue 4 stagioni a Malta centrò ogni anno la qualificazione alle competizioni europee.
Il 9 luglio 2022, Sanderra viene nominato nuovo tecnico della formazione Primavera della Lazio, militante nel Campionato Primavera 2. Lungo la stagione, nonostante una partenza negativa in campionato, l'allenatore guida i giovani biancocelesti alla vittoria del girone B, che garantisce alla Lazio il ritorno in Primavera 1 dopo due anni. Il 18 maggio 2023, grazie al successo per 4 a 0 contro i parietà del Genoa, si aggiudica la Supercoppa Primavera 2. 
Nella stagione 2023/24 disputa per la prima volta la UEFA Youth League dove chiude il girone terza con 5 punti (vittoria con l’Atletico Madrid, pareggi con Celtic e Feyenoord). In Coppa Italia, dopo aver battuto Juventus e Napoli, viene eliminato ad un passo dalla finale: con il Torino servono i tempi supplementari per decidere la finalista dopo il 4-4 complessivo maturato tra andata e ritorno. In campionato la Lazio chiude al terzo posto in classifica. Nella fase finale viene eliminato in rimonta in semifinale. A fine stagione firma un rinnovo biennale con i biancocelesti. Il 1º gennaio 2025 si dimette temporaneamente per motivi personali, rimanendo nei quadri tecnici societari.

## Statistiche

### Statistiche da allenatore
Statistiche aggiornate al 9 luglio 2022. In grassetto le competizioni vinte.
| Stagione          | Squadra           | Campionato        | Campionato | Campionato | Campionato | Campionato | Coppe nazionali | Coppe nazionali | Coppe nazionali | Coppe nazionali | Coppe nazionali | Coppe continentali | Coppe continentali | Coppe continentali | Coppe continentali | Coppe continentali | Altre coppe | Altre coppe | Altre coppe | Altre coppe | Altre coppe | Totale | Totale | Totale | Totale | % Vittorie | Piazzamento              |
| Stagione          | Squadra           | Comp              | G          | V          | N          | P          | Comp            | G               | V               | N               | P               | Comp               | G                  | V                  | N                  | P                  | Comp        | G           | V           | N           | P           | G      | V      | N      | P      | %          | Piazzamento              |
| ----------------- | ----------------- | ----------------- | ---------- | ---------- | ---------- | ---------- | --------------- | --------------- | --------------- | --------------- | --------------- | ------------------ | ------------------ | ------------------ | ------------------ | ------------------ | ----------- | ----------- | ----------- | ----------- | ----------- | ------ | ------ | ------ | ------ | ---------- | ------------------------ |
| 1997-1998         | L’Aquila          | CND               | 34         | 21         | 11         | 2          | CI-D            | 2               | 1               | 0               | 1               | -                  | -                  | -                  | -                  | -                  | PS          | 4           | 2           | 1           | 1           | 40     | 24     | 12     | 4      | 60,00      | 1º (prom.)               |
| 1998-1999         | Isernia           | CND               | 34         | 16         | 12         | 6          | CI-D            | 2               | 1               | 0               | 1               | -                  | -                  | -                  | -                  | -                  | -           | -           | -           | -           | -           | 36     | 17     | 12     | 7      | 47,22      | 5º                       |
| 1999-2000         | Potenza           | D                 | 34         | 22         | 7          | 5          | CI-D            | 4               | 1               | 1               | 2               | -                  | -                  | -                  | -                  | -                  | -           | -           | -           | -           | -           | 38     | 23     | 8      | 7      | 60,53      | 2º                       |
| 2000-2001         | Frosinone         | D                 | 34         | 26         | 3          | 5          | CI-D            | 10              | 5               | 3               | 2               | -                  | -                  | -                  | -                  | -                  | -           | -           | -           | -           | -           | 44     | 31     | 6      | 7      | 70,45      | 2º (prom.)               |
| 2001-2002         | Frosinone         | C2                | 25         | 10         | 7          | 8          | CI-C            | 6               | 2               | 2               | 2               | -                  | -                  | -                  | -                  | -                  | -           | -           | -           | -           | -           | 31     | 12     | 9      | 10     | 38,71      | esonerato                |
| Totale Frosinone  | Totale Frosinone  | Totale Frosinone  | 59         | 36         | 10         | 13         |                 | 16              | 7               | 5               | 4               |                    | -                  | -                  | -                  | -                  |             | -           | -           | -           | -           | 75     | 43     | 15     | 17     | 57,33      |                          |
| 2002-2003         | Tivoli            | C2                | 11         | 2          | 2          | 7          | CI-C            | 4               | 3               | 0               | 1               | -                  | -                  | -                  | -                  | -                  | -           | -           | -           | -           | -           | 15     | 5      | 2      | 8      | 33,33      | esonerato                |
| 2003-2004         | Cosenza           | D                 | 6          | 1          | 3          | 2          | -               | -               | -               | -               | -               | -                  | -                  | -                  | -                  | -                  | -           | -           | -           | -           | -           | 6      | 1      | 3      | 2      | 16,67      | subentrato, esonerato    |
| 2006-2007         | Gela              | C2                | 9+2        | 6          | 1+2        | 2          | CI-C            | -               | -               | -               | -               | -                  | -                  | -                  | -                  | -                  | -           | -           | -           | -           | -           | 11     | 6      | 3      | 2      | 54,55      | subentrato, 4º           |
| 2007-2008         | Gela              | C2                | 28         | 12         | 7          | 9          | CI-C            | -               | -               | -               | -               | -                  | -                  | -                  | -                  | -                  | -           | -           | -           | -           | -           | 28     | 12     | 7      | 9      | 42,86      | subentrato, 7º           |
| Totale Gela       | Totale Gela       | Totale Gela       | 39         | 18         | 10         | 11         |                 | -               | -               | -               | -               |                    | -                  | -                  | -                  | -                  |             | -           | -           | -           | -           | 39     | 18     | 10     | 11     | 46,15      |                          |
| 2008-2009         | Barletta          | 2D                | 22         | 7          | 9          | 6          | CI+CI-LP        | -               | -               | -               | -               | -                  | -                  | -                  | -                  | -                  | -           | -           | -           | -           | -           | 22     | 7      | 9      | 6      | 31,82      | subentrato, 7º           |
| 2009-2010         | Cassino           | 2D                | 3          | 1          | 1          | 1          | CI-LP           | -               | -               | -               | -               | -                  | -                  | -                  | -                  | -                  | -           | -           | -           | -           | -           | 3      | 1      | 1      | 1      | 33,33      | subentrato, esonerato    |
| 2010-2011         | Latina            | 2D                | 30         | 19         | 10         | 1          | CI-LP           | 2               | 0               | 1               | 1               | -                  | -                  | -                  | -                  | -                  | SdL-2D      | 2           | 0           | 0           | 2           | 34     | 19     | 11     | 4      | 55,88      | 1º (prom.)               |
| 2011-2012         | Latina            | 1D                | 18+2       | 4+1        | 5+1        | 9          | CI+CI-LP        | 1+0             | 0               | 0               | 1               | -                  | -                  | -                  | -                  | -                  | -           | -           | -           | -           | -           | 21     | 5      | 6      | 10     | 23,81      | dimiss., subentrato, 16º |
| 2012-2013         | Latina            | 1D                | 4+4        | 2+2        | 1+1        | 1+1        | CI-LP           | 1               | 0               | 1               | 0               | -                  | -                  | -                  | -                  | -                  | -           | -           | -           | -           | -           | 9      | 4      | 3      | 2      | 44,44      | subentrato, 3º (prom.)   |
| Totale Latina     | Totale Latina     | Totale Latina     | 58         | 28         | 18         | 12         |                 | 4               | 0               | 2               | 2               |                    | -                  | -                  | -                  | -                  |             | 2           | 0           | 0           | 2           | 64     | 28     | 20     | 16     | 43,75      |                          |
| 2013-2014         | Salernitana       | 1D                | 7          | 2          | 3          | 2          | CI+CI-LP        | 1+1             | 0               | 0+1             | 1+0             | -                  | -                  | -                  | -                  | -                  | -           | -           | -           | -           | -           | 9      | 2      | 4      | 3      | 22,22      | esonerato                |
| 2014-2015         | Catanzaro         | LP                | 24         | 8          | 6          | 10         | CI+CI-LP        | -               | -               | -               | -               | -                  | -                  | -                  | -                  | -                  | -           | -           | -           | -           | -           | 24     | 8      | 6      | 10     | 33,33      | subentrato, esonerato    |
| 2015-2016         | Viterbese         | D                 | 6          | 2          | 3          | 1          | CI+CI-D         | 1+0             | 0               | 0               | 1               | -                  | -                  | -                  | -                  | -                  | -           | -           | -           | -           | -           | 7      | 2      | 3      | 2      | 28,57      | esonerato                |
| 2016-2017         | Sambenedettese    | LP                | 17+3       | 7+1        | 4+2        | 6          | CI-LP           | -               | -               | -               | -               | -                  | -                  | -                  | -                  | -                  | -           | -           | -           | -           | -           | 20     | 8      | 6      | 6      | 40,00      | subentrato, 7º           |
| 2017-2018         | Racing Fondi      | C                 | 9          | 1          | 1          | 7          | CI-C            | -               | -               | -               | -               | -                  | -                  | -                  | -                  | -                  | -           | -           | -           | -           | -           | 9      | 1      | 1      | 7      | 11,11      | subentrato, esonerato    |
| 2018-2019         | Hibernians        | PL                | 26+1       | 18         | 4+1        | 4          | CM              | 3               | 2               | 0               | 1               | -                  | -                  | -                  | -                  | -                  | -           | -           | -           | -           | -           | 30     | 20     | 5      | 5      | 66,67      | 2º                       |
| 2019-2020         | Hibernians        | PL                | 20         | 11         | 4          | 5          | CM              | 3               | 3               | 0               | 0               | UEL                | 2                  | 0                  | 0                  | 2                  | -           | -           | -           | -           | -           | 25     | 14     | 4      | 7      | 56,00      | 3º                       |
| 2020-2021         | Hibernians        | PL                | 23         | 16         | 3          | 4          | CM              | 2               | 2               | 0               | 0               | UEL                | 2                  | 1                  | 0                  | 1                  | -           | -           | -           | -           | -           | 27     | 19     | 3      | 5      | 70,37      | 3º                       |
| 2021-2022         | Hibernians        | PL                | 27         | 15         | 9          | 3          | CM              | 4               | 3               | 0               | 1               | UCL+UECL           | 2+4                | 0+3                | 0                  | 2+1                | -           | -           | -           | -           | -           | 37     | 21     | 9      | 7      | 56,76      | 1º                       |
| 2022-2023         | Hibernians        | PL                | 0          | 0          | 0          | 0          | CM              | 0               | 0               | 0               | 0               | UCL                | 1                  | 0                  | 0                  | 1                  | SM          | 0           | 0           | 0           | 0           | 1      | 0      | 0      | 1      | &0,00      | rescissione consensuale  |
| Totale Hibernians | Totale Hibernians | Totale Hibernians | 97         | 60         | 21         | 16         |                 | 12              | 10              | 0               | 2               |                    | 11                 | 4                  | 0                  | 7                  |             | 0           | 0           | 0           | 0           | 120    | 74     | 21     | 25     | 61,67      |                          |
| Totale carriera   | Totale carriera   | Totale carriera   | 463        | 233        | 123        | 107        |                 | 47              | 23              | 9               | 15              |                    | 11                 | 4                  | 0                  | 7                  |             | 6           | 2           | 1           | 3           | 527    | 262    | 133    | 132    | 49,72      |                          |

## Palmarès

### Club

#### Competizioni giovanili
- Campionato Juniores Dilettanti: 1

Ferentino: 1995-1996
- Campionato Primavera 2: 1

Lazio: 2022-2023 (Girone B)
- Supercoppa Primavera 2: 1

Lazio: 2023

#### Competizioni nazionali
- Campionato Nazionale Dilettanti: 1

L'Aquila: 1997-1998 (Girone F)
- Lega Pro Seconda Divisione: 1

Latina: 2010-2011 (Girone C)
- Coppa Italia Lega Pro: 1

Latina: 2012-2013
- Campionato maltese: 1

Hibernians: 2021-2022

### Individuale
- MFA Coach of the year: 2

2019, 2022